# Sigchos
Sigchos, auch Matriz Sigchos, ist eine Ortschaft und die einzige Parroquia urbana im Kanton Sigchos der ecuadorianischen Provinz Cotopaxi. Die Parroquia besitzt eine Fläche von 777,2 km². Beim Zensus 2010 betrug die Einwohnerzahl der Parroquia 7933. Davon lebten 1947 Einwohner im urbanen Bereich von Sigchos.

## Lage
Die Parroquia Sigchos liegt in der Cordillera Occidental im Nordwesten der Provinz Cotopaxi. Der Oberlauf des Río Toachi durchquert das Gebiet in nördlicher Richtung. Im Osten reicht das Verwaltungsgebiet bis zum Nordgipfel des Vulkans Illiniza. Der etwa 2880 m hoch gelegene Ort Sigchos befindet sich 40 km nordwestlich der Provinzhauptstadt Latacunga oberhalb des westlichen Flussufers des Río Toachi. Eine 52 km lange Straße führt von Sigchos nach Süden über Chugchilán am Kratersee Laguna Quilotoa vorbei nach Zumbahua, das an der Fernstraße  E30 (Latacunga–Quevedo) liegt.
Die Parroquia Sigchos grenzt im Norden an die Parroquias Las Pampas und Palo Quemado, im Nordosten und im Osten an die Provinz Pichincha mit den Parroquias Manuel Cornejo Astorga und El Chaupi (beide im Kanton Mejía), im Süden an die Parroquias Toacaso (Kanton Latacunga), Isinliví und Chugchilán, im Westen an die Parroquias Guasaganda und Pucayacu (beide im Kanton La Maná) sowie im Nordwesten an die Provinz Los Ríos mit dem Kanton Valencia und an die Provinz Santo Domingo de los Tsáchilas mit der Parroquia Santa María del Toachi (Kanton Santo Domingo).

## Geschichte
Sigchos geht auf eine spanische Gründung aus dem Jahr 1537 zurück. Am 7. August 1992 wurde der Kanton Sigchos eingerichtet und Sigchos wurde eine Parroquia urbana und Sitz der Kantonsverwaltung.

## Ökologie
Der Norden und der Westen der Parroquia liegen innerhalb der Reserva Ecológica Los Ilinizas.